# Grua
Grua este o localitate din comuna Lunner, provincia Oppland, Norvegia, cu o suprafață de 0,76 km² și o populație de 1.523 locuitori (2013).